# Eagle Vista
Der Eagle Vista war ein Fahrzeug der Kompaktklasse, der 1989 bis 1992 von Mitsubishi für Chrysler hergestellt und in Kanada unter der Marke Eagle vertrieben wurde. Bei der Limousine handelte es sich um eine umbenannte Version des Mitsubishi Mirage der 2. Generation; die Kombis waren Mitsubishi Space Wagon mit anderen Firmenzeichen.

Der einzige Motor, mit dem die 4-türige Limousine und die 3-türige Schrägheck-Limousine lieferbar waren, war ein 1,5 Liter – Vierzylinder-Reihenmotor, der mit einem manuellen 4- oder 5-Gang-Getriebe oder mit einer 3-stufigen Automatik kombiniert werden konnte. Den Kombi gab es mit einem 2,0-Liter-Vierzylinder-SOHC-Reihenmotor mit manuellem 5-Gang-Getriebe (nur Version mit Vierradantrieb) oder 3-stufiger Automatik. Die Limousine war 4295 mm lang, die Fließhecklimousine dagegen nur 3995 mm.

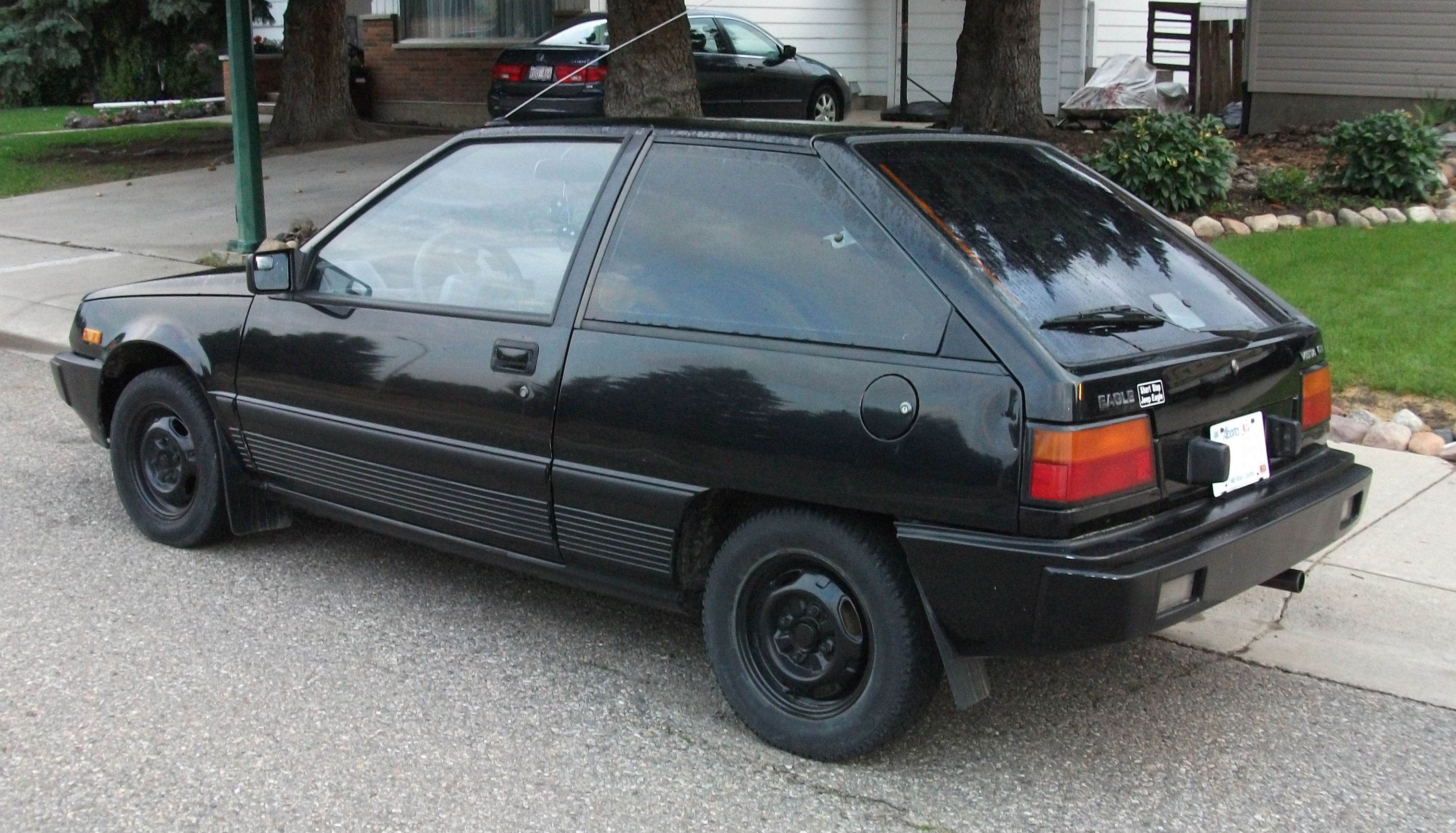
Heckansicht
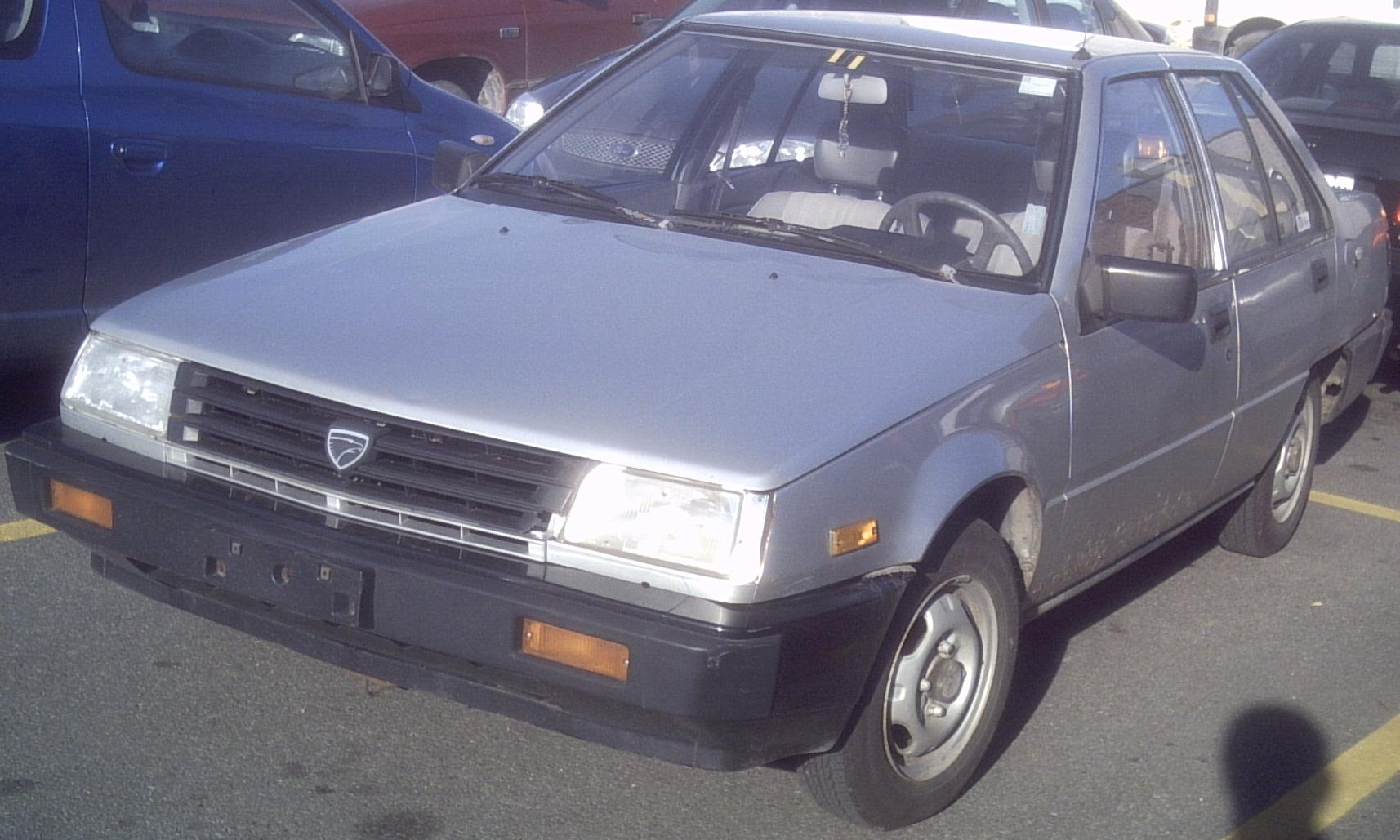
Eagle Vista Sedan
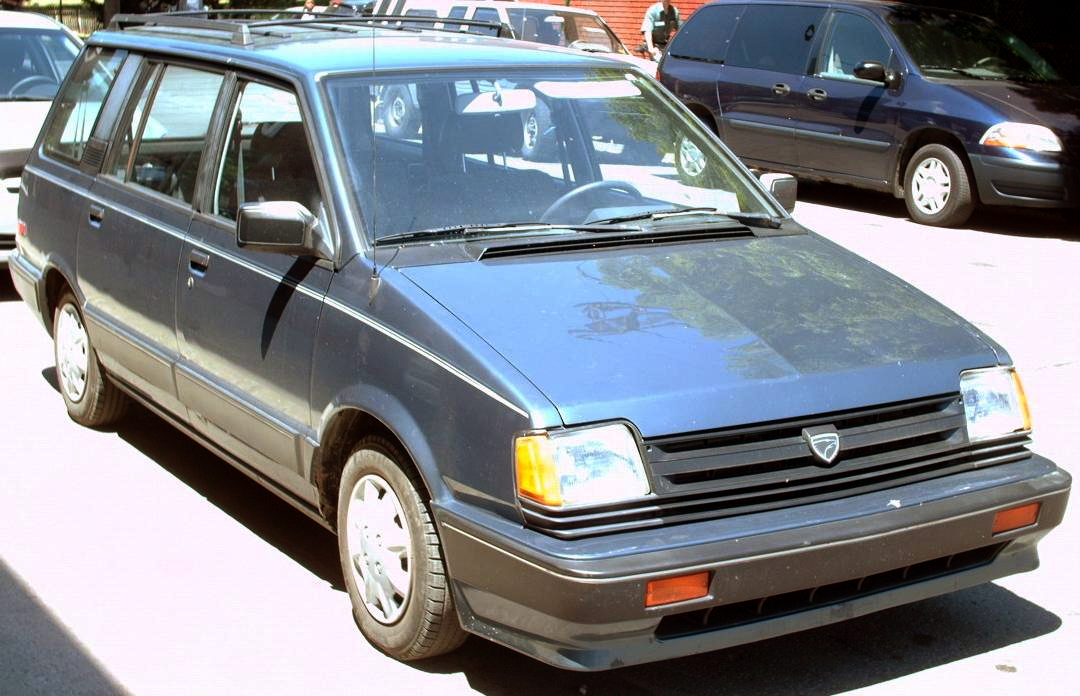
Eagle Vista Wagon